# Тьотьан

Тьотьан (จ-จาน, тьан — «тарелка») — тьо или цё, восьмая буква тайского алфавита, по произношению похожа на букву «Ц». В лаосском языке соответствует букве тьотьок (чашка). В качестве инициали слога по стилю тонирования относится к аксонклану, среднему классу, как финаль относится к матре мекот, то есть в финали закрытого слога произносится как «Т». В сингальском пали соответствует букве чаянна, в бирманском пали соответствует букве салоун. В раскладке тайской клавиатуры соответствует русской клавише цифры «0».
Тонирование тьотьан:
| Сиенг саман | Сиенг эк | Сиенг тхо | Сиенг три | Сиенг тьаттава |
| จ           | จ่        | จ้         | จ๊         | จ๋              |

## Ваййакон (грамматика)
- จะ (тьа) — глагольная частица будущего времени.
- จง (тьонг) — вспомогательный побудительный глагол.
- จาก (тьак) — предлог от, из